# Cingino-Staumauer
Die Cingino-Staumauer ist eine Bruchstein-Staumauer, die etwa sieben Kilometer südwestlich von Antrona Schieranco in der Provinz Verbano-Cusio-Ossola im Piemont, Italien, steht.
Er staut den Lago [di] Cingino (Cingino-Stausee) auf, der von den Flüssen Antigine und Troncone gefüllt wird, neben dem Wasser des Banella-Baches. Das Reservoir hat eine Wasseroberfläche von 0,14 km², die auf 2262 m s.l.m. über dem Meeresspiegel liegt. Es ist einer von fünf Stauseen, die im Antrona-Tal zur Wasserkraftgewinnung gebaut wurden, und trägt dazu bei, das Kraftwerk Campliccioli mit Betriebswasser zu versorgen, um daraus Strom zu erzeugen.
Die Staumauer ist bekannt für die Steinböcke (Capra ibex), die in der steilen Mauer herumklettern, um Salz von den Steinen zu lecken.

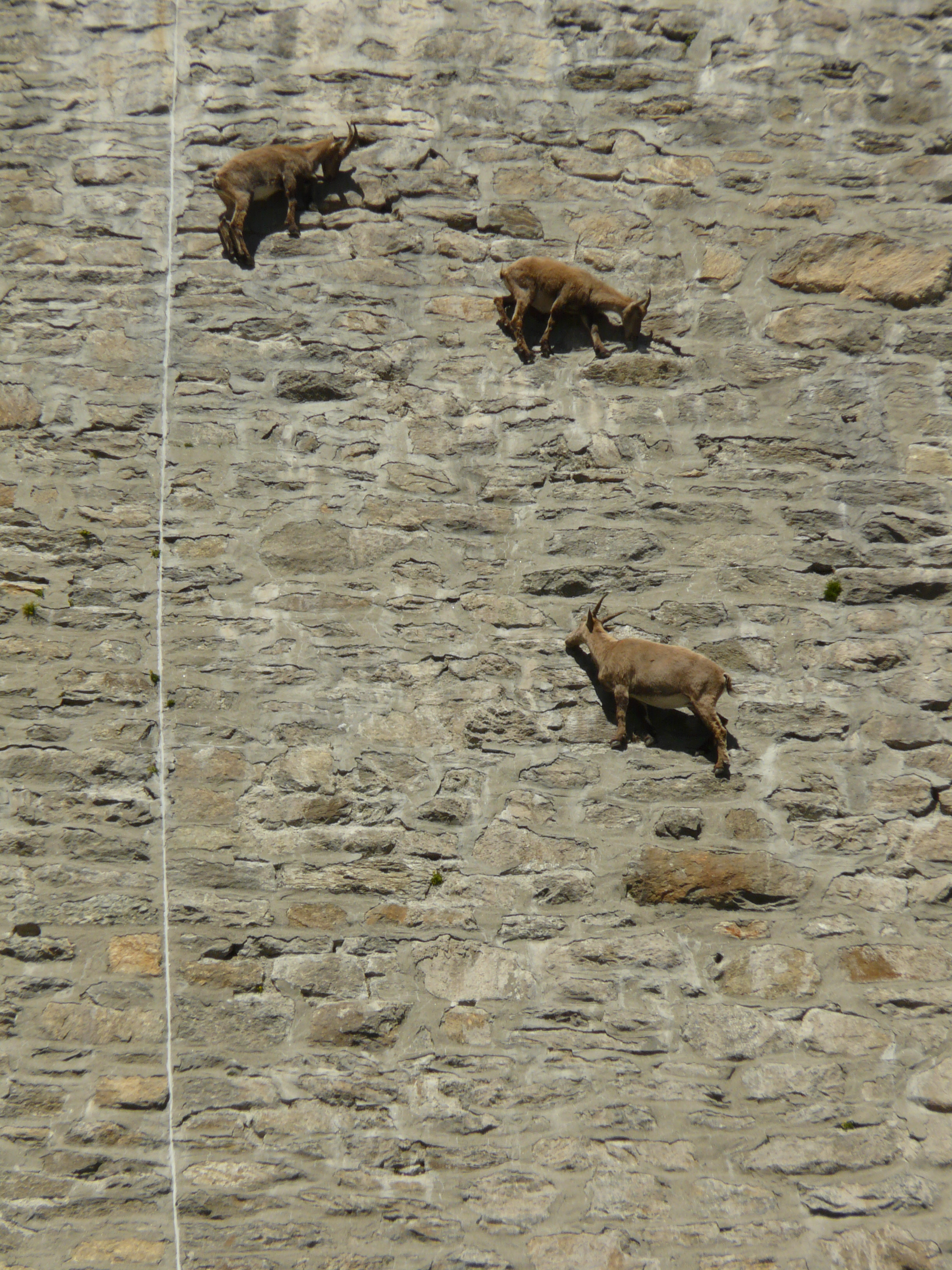
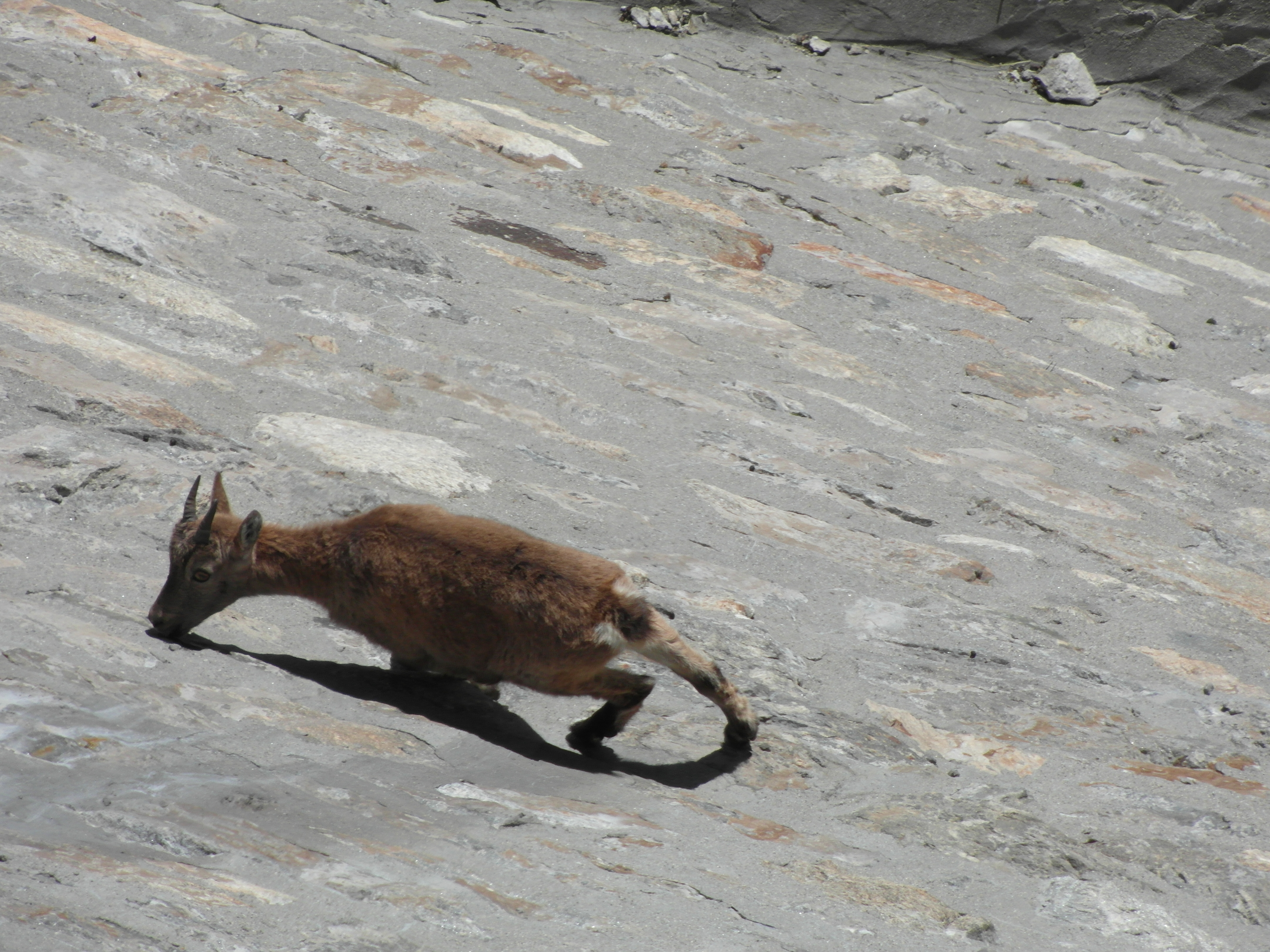
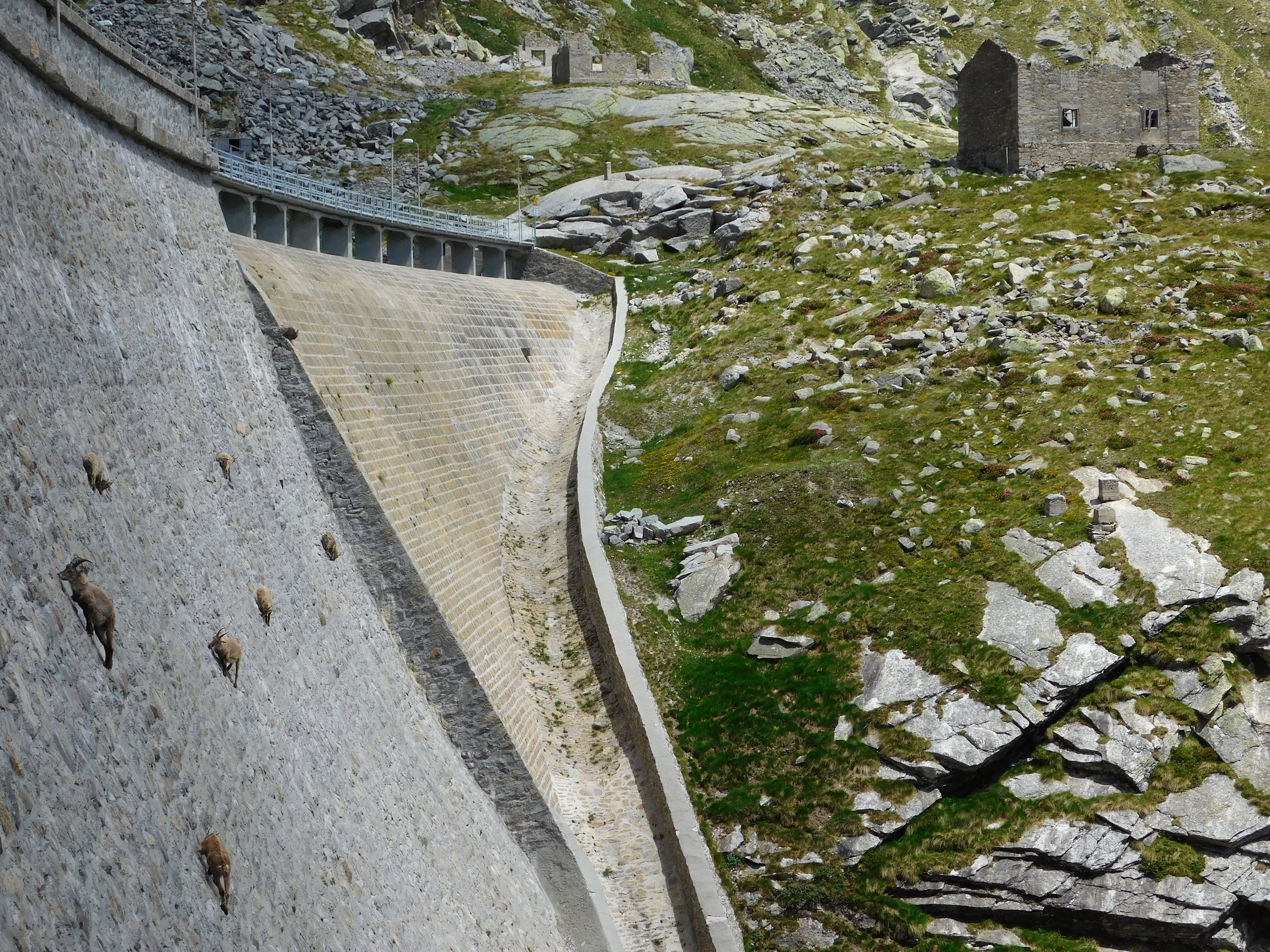
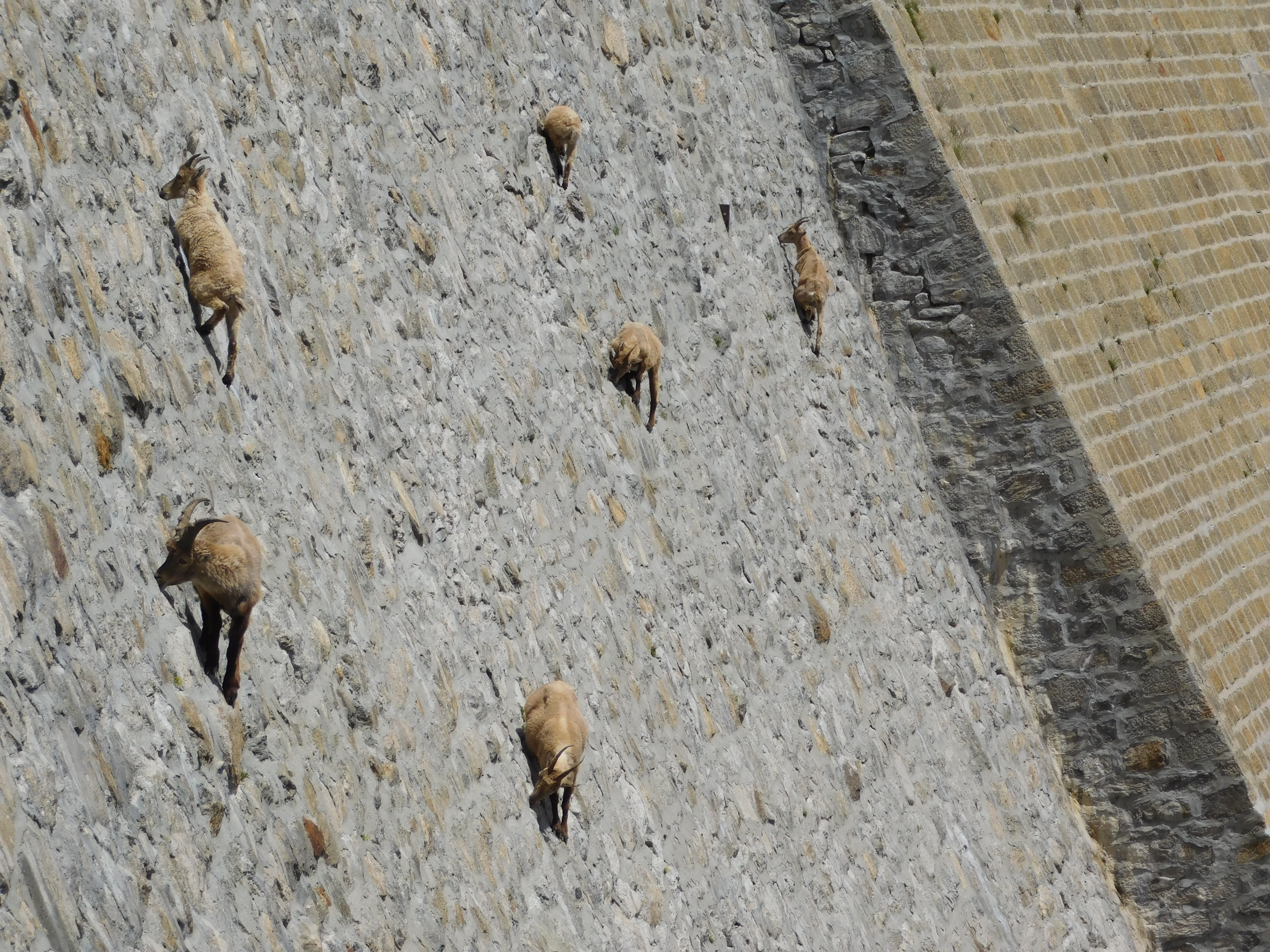